# Hormurus karschii
Espèce
Synonymes
- Hormurus karschii keyensis Kraepelin, 1914

Hormurus karschii est une espèce de scorpions de la famille des Hormuridae.

## Distribution
Cette espèce se rencontre en Indonésie aux Moluques et en Nouvelle-Guinée occidentale, en Papouasie-Nouvelle-Guinée en Nouvelle-Guinée orientale, aux Îles Salomon et en Australie au Queensland dans les îles du détroit de Torrès,.

## Description

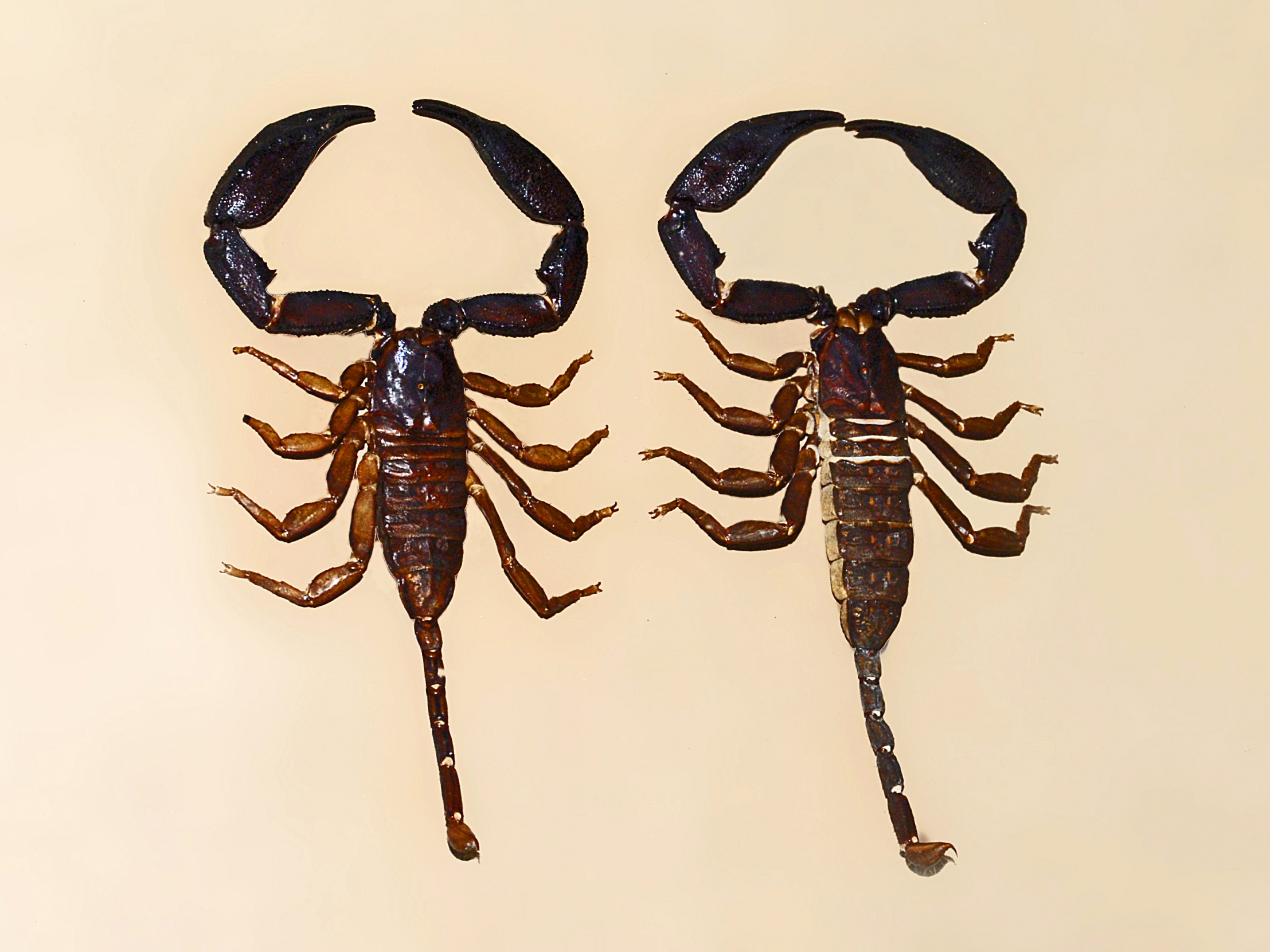
Hormurus karschii

L'holotype mesure 70,6 mm.

## Systématique et taxinomie
Cette espèce a été décrite par Keyserling en 1885. Elle est placée dans le genre Liocheles par Koch en 1977 puis dans le genre Hormurus par Monod, Harvey et Prendini en 2013.
Hormurus karschii keyensis a été placée en synonymie par Koch en 1977.
Hormurus papuanus, placée en synonymie par Giltay en 1931, a été relevée de synonymie par Monod, Dupérré et Harms en 2019.

## Étymologie
Cette espèce est nommée en l'honneur de Ferdinand Karsch.

## Publication originale
- Keyserling, 1885 : Die Arachniden Australiens. vol. 2, p. 1-86 (texte intégral).